# TE EL4
Die EL4 der Trossinger Eisenbahn (TE) ist eine Elektrolokomotive mit der Achsfolge Bo. Sie wurde 1902 von der AEG hergestellt und auf der Bahnstrecke von Trossingen Bahnhof nach Trossingen Stadt eingesetzt.
Die Lokomotive wurde 1967 abgestellt. Seit 1990 wurde sie von verschiedenen Werkstätten annähernd in den Originalzustand versetzt und ist betriebsfähig erhalten. Sie gilt als die älteste betriebsfähige Elektrolokomotive in Deutschland und wird als Museumsfahrzeug beim Freundeskreis der Trossinger Eisenbahn e. V. für Sonderfahrten benutzt.

## Geschichte
Vier Jahre nach den ersten Triebwagen der Trossinger Eisenbahn, den TE T1 und 2, beschaffte die Gesellschaft 1902 eine kleine zweiachsige Lokomotive. Ihre Aufgaben waren besonders der Rangierdienst in Trossingen Stadtbahnhof und gelegentliche Güterzugleistungen von Trossingen Stadt nach Trossingen Staatsbahnhof. Bei ständig zunehmenden Verkehr konnten die vorhandenen Fahrzeuge den Verkehr bald nicht mehr bewältigen, was zur Beschaffung des TE T3 vor dem Zweiten Weltkrieg führte.
Um die 1930er Jahre wurde die Lokomotive umgebaut. Dabei erhielt sie einen Scherenstromabnehmer und eine andere Lackierung. Die Lokomotive führte ihren Dienst bis 1967 aus und wurde im Lokschuppen von Trossingen hinterstellt. Trotz ihrer nur geringen Länge mussten für diese Hinterstellung auf einer Seite die Puffer entfernt werden. Ab 1990 wurde sie wieder mit der ursprüngliche Lackierung versehen und in betriebsfähigen Zustand versetzt. Die langen Abstellzeiten führten dazu, dass Isolationsschäden durch auslaufendes Öl bei den Fahrmotoren auftraten, die erst nach mehrmaligen Reparaturen behoben werden konnten. Seit 2011 verkehrt die Lokomotive wieder störungsfrei.
Die Lokomotive wird vom Freundeskreis der Trossinger Eisenbahn e. V. zusammen mit dem T1 und den anderen erhaltenen Elektrotriebwagen für Sonderfahrten eingesetzt.

## Technische Beschreibung
Die als eine der ersten in Deutschland hergestellte elektrische Lokomotive hatte ein mittig angeordnetes, allseits geschlossenes Führerhaus mit Stromabnehmer auf dem Dach und zwei flache, nach vorne und hinten abgeschrägte Vorbauten. Der Stromabnehmer mit seinem lyraförmigen Bügel wurde durch Federkraft aufgerichtet und mit einem Seilzug eingezogen. Später erhielt sie einen Scherenstromabnehmer.
Die Steuerung der in Tatzlager-Bauart angeordneten Fahrmotoren erfolgte durch einen Fahrschalter und eine Widerstandssteuerung. Abgebremst wurde die Lokomotive durch eine mechanische, als Spindelbremse wirkende Rillenscheibenbremse und eine elektrische Widerstandsbremse. Beim Anfahren musste das Überlasten der Widerstände vermieden werden. Die Rillenscheibenbremse wirkt stark und kann zum Blockieren der Räder führen.
Bei Ablieferung hatte die Lokomotive einen tannengrünen Anstrich. 1930 wurde sie einheitlich mit den Fahrzeugen der TE rot/elfenbein lackiert, zur Zeit ihrer Abstellung war sie blau/elfenbein lackiert. Seit 1990 besitzt sie wieder ihre ursprüngliche Lackierung in tannengrün.